# Лейн, Миллс
Ми́ллс Би Ле́йн III (англ. Mills Bee Lane III), более известный как Миллс Лейн (англ. Mills Lane; 12 ноября 1936, Саванна, Джорджия — 6 декабря 2022, Рино, Невада) — американский рефери профессионального бокса, федеральный судья США и бывший профессиональный боксёр. Выступал на ринге в 1950-х гг. В 1970-90-х гг. судил на ринге чемпионские бои боксёров-профессионалов (Майк Тайсон, Эвандер Холифилд, Оскар Де Ла Хойя, Леннокс Льюис, Хулио Сесар Чавес, Ларри Холмс, Джеральд Макклеллан) и рейтинговые поединки (Джеймс Тони, Ларри Дональд, Монтелл Гриффин, Риддик Боу). Запомнился любителям бокса своим фирменным почёсыванием кончика носа большим пальцем руки и фразой «Let’s get it on!» («Давайте начинать!»), которую он всякий раз произносил перед началом матча. Также вёл на телевидении передачу «Судья Миллс Лейн» (англ. Judge Mills Lane), где он прямо в эфире рассматривал настоящие дела и выносил приговоры. Телеканал MTV упросил Лейна использовать образ в пластилиновых мультфильмах «Звёздные бои насмерть», где он на ринге судил бои знаменитостей.

## Биография
Миллс Лейн родился в городе Саванне, штат Джорджия (США). Представитель известной и влиятельной семьи: его дедушка основал крупнейший банк в Джорджии, а дядя (тёзка Лейна) был президентом Citizens & Southern National Bank. У самого Лейна были иные интересы. В 1956 году после окончания Middlesex School он отправился на военно-морскую службу (US Marine Corps). Там занимался боксом и стал чемпионом восточных штатов во втором полусреднем весе. После армии поступил в Университет штата Невада в городе Рено и завоевал титул чемпиона по боксу среди студентов NCAA (National Collegiate Athletic Association). Учась в институте, он перешёл в боксёры-профессионалы, добившись определённых успехов (11 побед и 1 поражение). Принимал участие в отборочных соревнованиях по боксу на Летние олимпийские игры 1960 года, но проиграл в полуфинале Филу Болдуину.
В 1963 году окончил университет по специальности коммерческая деятельность. Спустя пару лет поступил в другой вуз (в штате Юта) на факультет юриспруденции и права. После окончания стал прокурором в одном из округов Рено. Свой первый чемпионский поединок по боксу Лейн судил в 1971 году: бой Бетулио Гонсалеса против Эрбито Салаварриа за титул чемпиона WBC в лёгком весе. В 1979 году Лейн получил должность заместителя шерифа.

## Рефери
Как рефери Лейн Миллз был строгим, но часто обвинялся в непрофессионализме.
В апреле 1986 года судил матч-реванш Ларри Холмса против Майкла Спинкса. В 14-м раунде после серии Холмса Спинкс приземлился на колено, но встал, однако Миллз не счёл это нокдауном. Это решение было одним из самых спорных в боксе.
В августе 1995 года судил бой Тайсона против Питера Макнили. В самом начале 1-го раунда Тайсон правым крюком в голову отправил на пол противника. Макнили вскочил и неожиданно пробежался вокруг ринга. Рефери схватил его за руку и начал отсчитывать нокдаун. Бой продолжился. В середине раунда Тайсон провёл успешную атаку и правым апперкотом отправил Макнили в нокдаун. Рефери Миллс Лейн начал отсчет. На ринг вышли люди из угла Макнили. Рефери попросил их уйти, но они отказались, после чего Лейн принял решение о дисквалификации Макнили. Благодаря этому судейству Макнили стал шестым боксёром, который проиграл Тайсону не нокаутом, хотя другие продержались до конца, проиграв по очкам.
Одним из самых ярких его судейств считается знаменитый матч-реванш Майка Тайсона против Эвандера Холифилда (28 июня 1997), когда Тайсон откусил часть уха у противника. Лейн тогда дисквалифицировал Тайсона, а свою рубашку — со следами крови Холифилда — в ту же ночь продал на аукционе неизвестному коллекционеру. В этом бою Милс обвинялся в том, что не фиксировал нарушения со стороны Холифилда в прошлых и в этом, 3-м, раунде.
Помимо этого он дисквалифицировал в 5-м раунде Оливера Маккола в бою против Леннокса Льюиса за то что Маккол в 4-м и 5-м почти не защищался, начал плакать и ходить по рингу с опущенными руками.
В следующем поединке Лейн дисквалифицировал Генри Акинванде за пассивный бой против Леннокса Льюиса.
В августе 1998 года Миллс Лейн оскандалился тем, что при разбитии клинча между Бернардом Хопкинсом и Робертом Алленом нанёс первому травму, из-за чего бой пришлось остановить и признать несостоявшимся.

## Миллс Лейн на телевидении
С 1998 по 2001 год Лейн вёл шоу «Судья Миллс Лейн» (англ. Judge Mills Lane), которое транслировали американские телеканалы. Тогда же от продюсеров MTV Лейну поступило предложение использовать его образ и голос в пластилиновом мультфильме «Звёздные бои насмерть». Любимая фраза Лейна, которую он произносил перед началом боксёрского поединка, — «Let’s get it on!» («Давайте начинать!» или полная фраза в переводе MTV «Честный бой, жёсткая борьба, МОЧИ!») — также была использована в мультфильме. Лейн также озвучил судью в одном из эпизодов анимированного диснеевского сериала «Buzz Lightyear of Star Command», снятого по мотивам мультфильма «История игрушек».

## Окончание карьеры рефери
Миллс Лейн прекратил судить боксёрские поединки в 1998 году. Последний бой, в котором он выступал в качестве рефери, состоялся 6 ноября (Томас Хирнс против Джея Снайдера). Лейн проживал в Нью-Йорке, и его можно было иногда увидеть в телерекламе юридических услуг.

## Проблемы со здоровьем
В марте 2002 Миллс Лейн перенёс инсульт, в результате которого остался частично парализованным. Говорил с трудом, в связи с чем его голос уже не звучал в новых сериях «Звёздных боёв насмерть». В 2004 году в городе Рено, где Миллс долгое время жил и работал, 27 декабря было официально провозглашено Днём Миллса Лейна. В этот день Лейн посетил новое здание городского суда, которое теперь носит его имя.